# Хромушина, Галина Федотовна
Галина Федотовна Хромушина (1918—1962) — советская участница антифашистского движения во время Великой Отечественной войны, журналистка.

## Биография
Родилась в 1918 году в казацкой семье станицы Каменской области Войска Донского, ныне город Каменск-Шахтинский Ростовской области. Отец пропал без вести в Гражданскую войну, мать была учительницей.
Галина получила начальное домашнее образование, потом училась в школе. С детства знала французский и немецкий языки. 1 сентября 1937 года поступила на исторический факультет Московского института философии, литературы и истории имени Н. Г. Чернышевского, где выучила английский и итальянский языки.
Участница Великой Отечественной войны — в октябре 1941 года добровольно вступила в ряды 3-й Московской коммунистической дивизии (53-й гвардейской дивизии) РККА. До лета 1942 года была сандружинницей. Затем была вызвана в политотдел армии, где её было присвоено звание младшего политрука, и Галина была переведена в 7-й отдел политотдела армии, и позже — в политуправление Северо-Западного и 2-го Белорусского фронтов. Имела звание старший лейтенант.

### Группа 117

Члены группы (слева направо): Ф.Шеффлер, Г.Гейнчке, К.Ринагель, Г.Барс, Г.Хромушина, 1944 год

Во время партизанской войны в Белоруссии, в составе её участников были многие иностранные граждане — сербы, хорваты, румыны, венгры, австрийцы, французы, бельгийцы и другие. Малоизвестной страницей Великой Отечественной войны является факт участия немецких военнослужащих в вооруженной борьбе с фашизмом. Летом 1943 года под Москвой, в городе Красногорске, состоялась конференция немецких политэмигрантов и военнопленных лагерей, учредившая Национальный комитет «Свободная Германия»; в Красногорске работала также Центральная антифашистская школа. Одной из их акций была засылка в 1944 году немецких антифашистов в тыл врага в составе «Группы 117». Цель группы: агитация среди солдат и деятельность по разложению немецких войск. В состав группы входили: Феликс Шеффлер, Герберт Гейнчке, Карл Ринагель, Гуго Барс, Галина Хромушина.
Вместе с этой группой Галина Хромушина высадилась на парашюте у белорусских партизан и работала с ними до освобождения Минска. Затем она участвовала в боях на побережье Балтийского моря при освобождении Данцига (ныне Гдыня). После окончания войны была командирована на датский остров Борнхольм.

### После войны
Демобилизовавшись в мае 1946 года, Г. Ф. Хромушина работала корреспондентом ТАСС на Нюрнбергском процессе. После его окончания продолжала работать в ТАСС, а затем — в журнале «Новая и новейшая история».
Умерла в 1962 году в Москве. Похоронена на Преображенском кладбище.

## Награды
Среди наград Хромушиной имеется советский орден Красной Звезды и медаль Свободы (Дания, 1946).